# Golf de Mègara
El golf de Mègara (grec: Κόλπος Μέγαρων Kolpos Megaron) és un golf a la part nord del golf de Sarona a la mar Egea. La seva llargada total és d'aproximadament 20 km des del nord-est fins a l'oest i 6 a 10 km d'amplada de nord a sud. Comença amb Hàgioi Theódoroi i a l'est fins al sud del poble de Pakhi, a Mègara, i el petit estret a prop de la Badia de Salamina, i al sud fins a la zona de Lambrinó, a l'Illa de Salamina. Algunes de les localitats a la riba són Hàgioi Theódoroi, Kineta, Pakhi i Kanàkia, a Salamina, així com petites illes com ara Pakhi, Pakhaki («petita Pakhi»), al sud de Pakhi, i Kanaki, a prop de Kanàkia. El cap Petritis cobreix la part del sud-est, formant el límit de la badia, que s'estén fins a la part nord-oriental de l'illa, a prop d'un estret petit.